# Glenea vaga
Glenea vaga är en skalbaggsart som beskrevs av Thomson 1865. Glenea vaga ingår i släktet Glenea och familjen långhorningar.
Artens utbredningsområde är:
- Laos.
- Myanmar.

Inga underarter finns listade i Catalogue of Life.